# Keimola
Keimola (en suédois : Käinby, est un quartier du district de Kivistö à Vantaa en Finlande,.

## Présentation
Keimola est situé à l'extrémité ouest de Vantaa, du côté ouest de l'Hämeenlinnanväylä.
Avec la zone résidentielle de Keimolanmäki en construction, sur le site de l'ancienne autoroute de Keimola, la population du quartier a commencé à croître en 2016.
Des appartements pour environ 2 500 personnes ont été prévus pour le nouveau quartier résidentiel de Keimolanmäki,.
La rue Keimolantie devient la route parallèle ouest de l'Hämeenlinnanväylä.
La ligne Klaukkala (fi) est en projet.
Une grande partie des 10,3 hectares de la superficie est constituée de terres agricoles et forestières privées: champs, forêts, marais et prairies.

## Zones de conservation de la nature
Keimola compte de nombreuses zones classées comme précieuses pour leur flore et leur faune. La réserve naturelle d'Isosuo est la plus grande d'entre elles en termes de superficie. C'est une tourbière ombrotrophe et le deuxième plus grand marécage de la région de la capitale.
Il y a beaucoup d'oiseaux et Isosuo est également connue comme une zone précieuse pour les papillons.
La noyeraie sur le versant de la colline Nummimäki appartient aux zones protégées provinciales et aux zones Natura 2000.

## Galerie

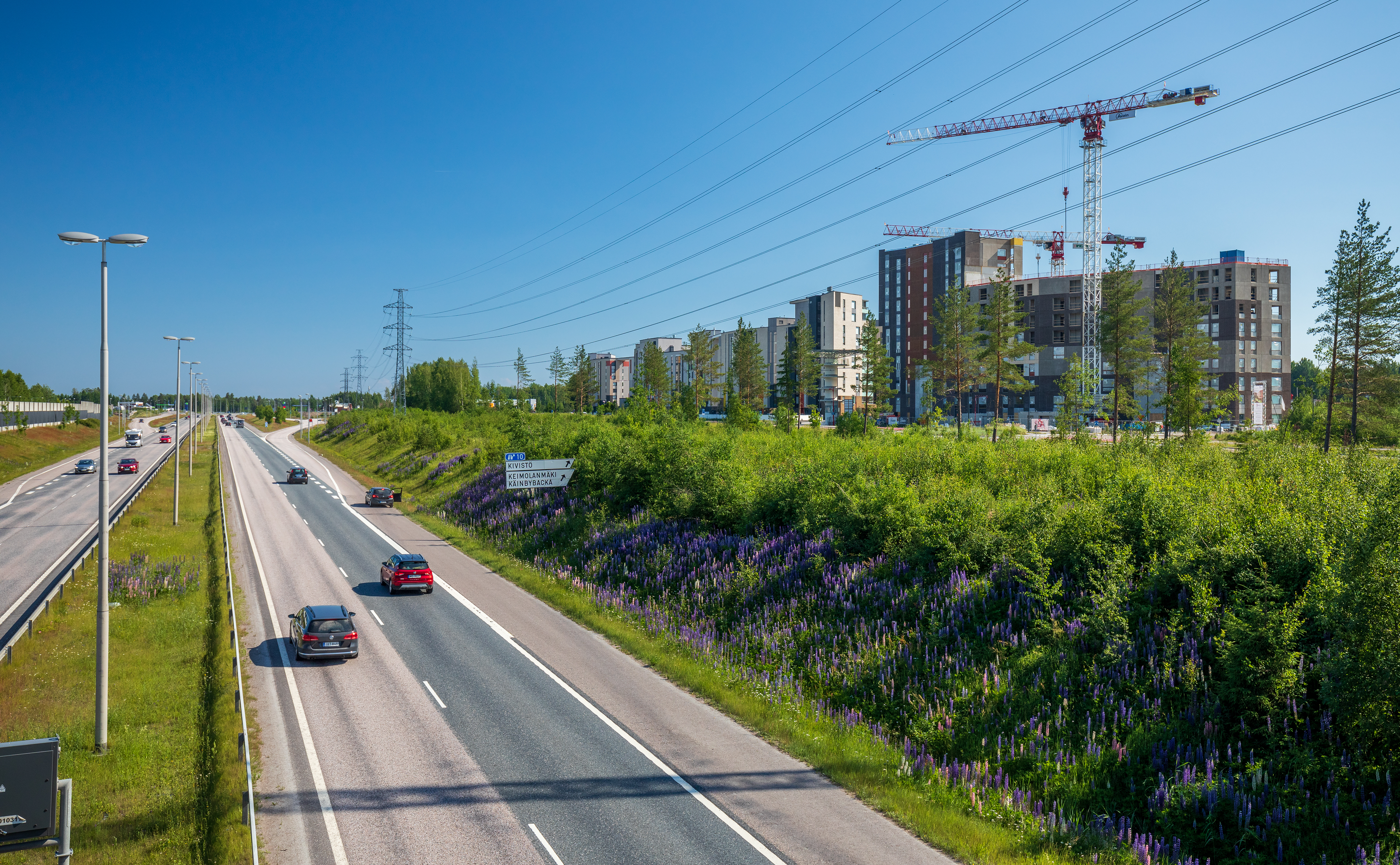
L'Hämeenlinnanväylä à Keimolanmäki.
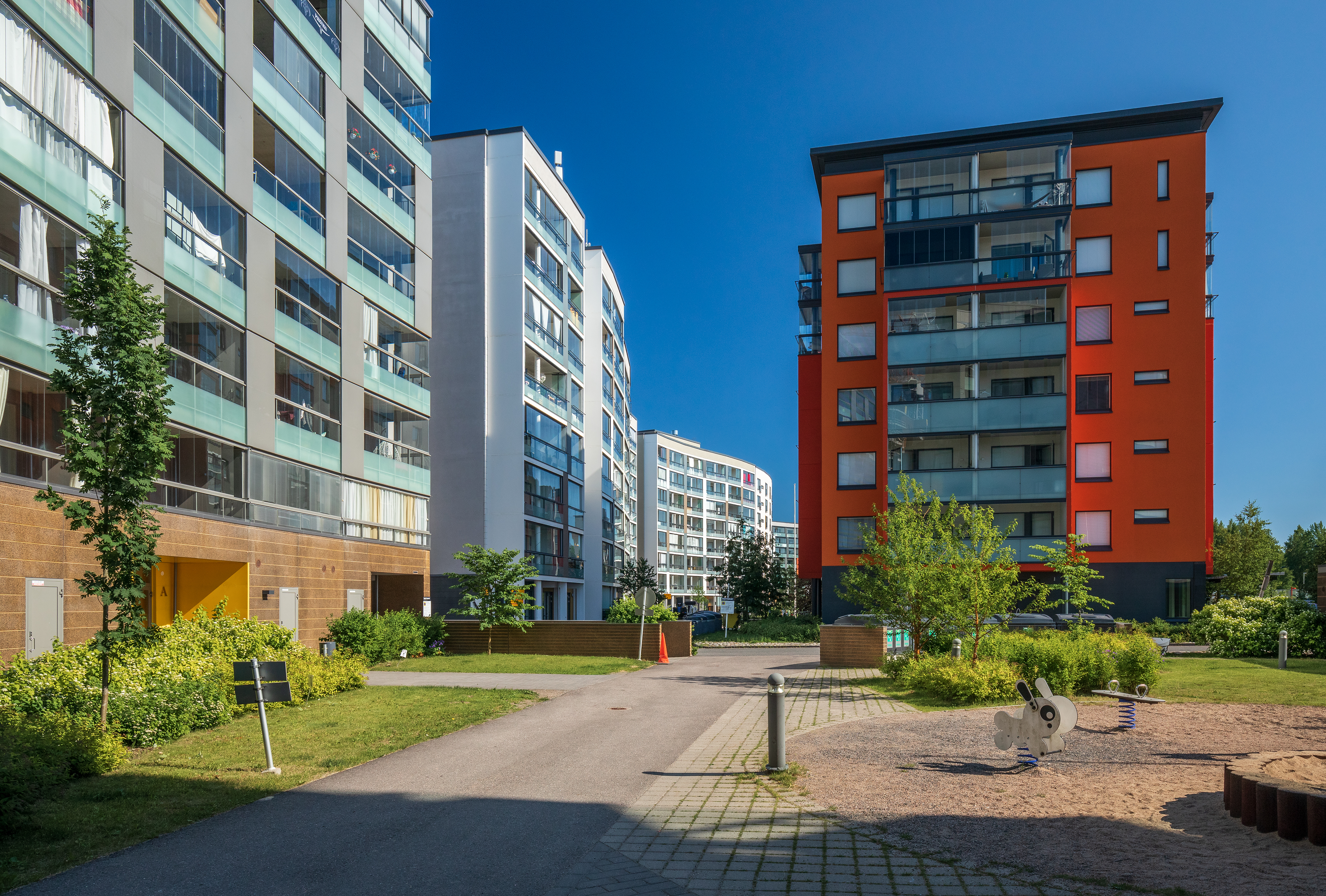
Keimolanmäki